# Xã Delafield, Quận Jackson, Minnesota
Xã Delafield (tiếng Anh: Delafield Township) là một xã thuộc quận Jackson, tiểu bang Minnesota, Hoa Kỳ. Năm 2010, dân số của xã này là 226 người.

## Lịch sử
Xã Delafield được thiết lập vào năm 1870.